# 秋衣
秋衣，是一种中国北方地区常见的典型服装，是在寒冷季节穿在毛衣里面的衣服。
形状类似长袖T恤衫，但同样颜色单一，不适合单独外穿。